# The Resistance
《The Resistance》는 영국의 록 밴드 뮤즈의 다섯 번째 정규 음반이다. 2009년 9월 14일에 출시됐으며, 뮤즈가 프로듀스하고 마크 스텐트가 믹싱에 참가했다. 이 음반의 첫 싱글인 〈Uprising〉은 2009년 9월 7일에 발매됐다.

## 평가
《The Resistance》는 발매되고 대부분 긍정적인 평가를 얻었고, 15개의 리뷰로 메타크리틱에서 72점을 받았다.

## 수록곡
1. Uprising
2. Resistance
3. Undisclosed Desires
4. United States Of Eurasia (+Collateral Damage)
5. Guiding Light
6. Unnatural Selection
7. MK Ultra
8. I Belong To You (+Mon Coeur S'Ouvre A Ta Voix)
9. Exogenesis: Symphony Part I (Overture)
10. Exogenesis: Symphony Part II (Cross Pollination)
11. Exogenesis: Symphony Part III (Redemption)

## 참여
뮤즈
- 매튜 벨라미: 노래, 기타, 피아노, 신시사이저, 프로덕션[1]
- 도미닉 하워드: 드럼셋, 드럼 머신, 타악기, 프로덕션[1]
- 크리스 월스텐홈: 베이스 기타, 코러스, 프로덕션[1]

그 외
- 마크 스펜트: 믹싱[1]
- 아드리안 부쉬비: 엔지니어링

## 발매 기록
| 지역                                  | 발매일          | 레이블        | 형태           | 제품번호     | 참고   |
| ------------------------------------- | --------------- | ------------- | -------------- | ------------ | ------ |
| 오스트레일리아 베네룩스 독일 이탈리아 | 2009년 9월 11일 | 워너          | CD             | 2564687434   | [ 3 ]  |
| 오스트레일리아 베네룩스 독일 이탈리아 | 2009년 9월 11일 | 워너          | CD+DVD         | 2564686625   | [ 4 ]  |
| 오스트레일리아 베네룩스 독일 이탈리아 | 2009년 9월 11일 | 워너          | CD+DVD+2LP+USB |              | [ 5 ]  |
| 유럽 뉴질랜드                         | 2009년 9월 14일 | 헬륨 3        | CD             | 825646874347 | [ 6 ]  |
| 유럽 뉴질랜드                         | 2009년 9월 14일 | 헬륨 3        | CD+DVD         | 825646866250 | [ 7 ]  |
| 유럽 뉴질랜드                         | 2009년 9월 14일 | 헬륨 3        | CD+DVD+2LP+USB |              | [ 8 ]  |
| 미국 캐나다                           | 2009년 9월 15일 | 워너 브라더스 | CD             |              | [ 9 ]  |
| 미국 캐나다                           | 2009년 9월 15일 | 워너 브라더스 | CD+DVD         |              | [ 10 ] |
| 미국 캐나다                           | 2009년 9월 15일 | 워너 브라더스 | CD+DVD+2LP+USB |              | [ 8 ]  |
| 일본                                  | 2009년 9월 16일 | 워너          | CD             | WPCR13629    | [ 11 ] |
| 브라질                                | 2009년 9월 23일 | 워너          | CD             |              | [ 12 ] |

## 차트 순위
| 차트 (2009년)               | 최고순위 |
| --------------------------- | -------- |
| 오스트레일리아 음반 차트    | 1        |
| 벨기에 음반 차트 (플랑드르) | 1        |
| 벨기에 음반 차트 (왈롱)     | 1        |
| 아일랜드 음반 차트          | 1        |
| 이탈리아 음반 차트          | 1        |
| 네덜란드 음반 차트          | 1        |
| 노르웨이 음반 차트          | 33       |
| 영국 음반 차트              | 1        |

| 연도 | 제목         | 최고순위 | 최고순위 | 최고순위 | 최고순위 | 최고순위     | 최고순위     | 최고순위 |
| 연도 | 제목         | 영국     | AUS      | 아일랜드 | 뉴질랜드 | 미국 얼터 송 | 미국 록 노래 | 미국     |
| ---- | ------------ | -------- | -------- | -------- | -------- | ------------ | ------------ | -------- |
| 2009 | 〈Uprising〉 | 9        | 23       | 11       | 12       | 1            | 4            | 37       |